# Joko Widodo
Joko Widodo (znan tudi kot Jokowi), indonezijski politik in poslovnež; * 21. junij 1961, Sukarata, Indonezija.
Widodo bil predsednik Indonezije med letoma 2014 in 2024. Julija 2014 je bil izvoljen za prvega predsednika, ki ne prihaja iz elitnega političnega ali vojaškega kroga. Pred predsedniško funkcijo je bil med letoma 2005 in 2012 župan Surakarte, med letoma 2012 in 2014 pa guverner Džakarte. Pred politično kariero je bil industrialec in poslovnež.
Leta 2009 je postal širše poznan zaradi svojega županskega dela v Surakarti. Kot član Indonezijske demokratske stranke boja (PDI-P) je bil izbran za kandidata na guvernatorskih volitvah v Džakarti leta 2012. Zmagal je in izboljšal mestno birokracijo ter zmanjšal sistemsko korupcijo. Uvedel je tudi programe za izboljšanje kakovosti življenja, vključno z univerzalnim zdravstvenim varstvom, poglabljanjem glavne mestne reke, da bi zmanjšali poplave in začetkom gradnje mestnega sistema podzemne železnice.
Stranka ga je leta 2014 predlagala za svojega kandidata na predsedniških volitvah, saj je bil viden kot vzhajajoča zvezda v indonezijski politiki. Zmagal je z večino glasov ljudi in bil 22. julija 2014 imenovan za izvoljenega predsednika. Njegoveg nasprotnik Prabowo Subianto je oporekal izidu in se umaknil iz tekme, preden je bilo štetje glasovnic končano. Kot predsednik se je Jokowi osredotočil predvsem na infrastrukturo, uvajanje ali ponovni zagon dolgo odloženih programov za izboljšanje povezljivosti na indonezijskem arhipelagu. Kar zadeva zunanjo politiko, je njegova administracija poudarila »zaščito suverenosti Indonezije« s potapljanjem nezakonitih tujih ribiških plovil ter dajanjem prednostnih nalog in načrtovanju smrtne kazni za tihotapce mamil. Slednje je bilo podvrženo intenzivnim diplomatskim protestom tujih sil, predvsem Avstralije in Francije. Leta 2019 je bil ponovno izvoljen za drugi petletni mandat.
Do leta 2002 je Jokowi postal predsednik združenja proizvajalcev pohištva Surakarta. Končno se je odločil, da bo postal politik in promoviral reforme v svojem domačem mestu Surakarta. Te je spoznaval v evropskih mestih, ko je tam promoviral svoje pohištvo. Po tem, ko je postal župan, je ustvaril tudi skupno podjetje s politikom in nekdanjim generalpodpolkovnikom Luhutom Binsarjem Pandjaitanom, ko sta ustanovila PT Rakabu Sejahtera (iz Rakabuja in Luhutovega PT Toba Sejahtera).
Jokowi je poročal, da je njegovo neto premoženje leta 2018 znašal0 50,25 milijarde Rp (3,5 milijona ameriških dolarjev), večinoma v obliki lastnine v osrednji Javi in Džakarti.